# Christopher Ostorodt
Christopher Ostorodt Paschasius (Goslar, 1560 - Gdańsk (Danzig), 8 augustus 1611) was een Duits-Poolse Sociniaan die in Nederland actief was.

## Leven en werk
Christopher Ostorodt werd rond 1560 in Goslar geboren als zoon van een Evangelisch-Lutherse predikant. Vanaf 1581 studeerde hij in  Königsberg, waar hij voor het eerst in contact kwam met unitariërs. Na zijn studie werd hij rector van een school in het Pommerse Schlochau nabij de Poolse grens. In 1585 trad hij toe tot de Poolse broeders (Ecclesia Minor), de unitarische kerk in Polen en Litouwen. In datzelfde jaar werd hij tijdens de synode in Chmielnik als volwassene gedoopt. Wegens zijn anti-trinitarische opvattingen (het afwijzen van de leer van de Goddelijke drie-eenheid) raakte hij zijn baan als rector in Schlochau kwijt en verhuisde hij naar Dantzig. Daar kwam hij met de unitarische gemeentesecretaris Matthias Radecke in contact. Later werd Ostorodt predikant in Rakau, dat indertijd een centrum van Poolse unitariërs was. In het jaar 1598 begeleidde hij de Poolse aristocraat Andreas Wojdowski op een reis door de Nederlanden, waar hij de Duitse arts Ernst Soner ontmoette en voor het unitarisme kon winnen. Soner bouwde later de unitarische kring aan de Universiteit van Altdorf op. In Nederland ontmoette hij ook vertegenwoordigers van de Mennonieten, waarmee hij op het gebied van de volwassenendoop en het christelijk pacifisme overeenstemde. Na zijn terugkeer had Ostorodt contacten met mennonieten in Dantzig over een mogelijke vereniging van beide kerken.. In Nederland vond nog een ernstig voorval plaats, toen Ostorodt en Wojdowski in 1598 in Amsterdam werden aangehouden, door de Staten Generaal werden uitgewezen en hun boeken werden verbrand. De hervormde theologen Franciscus Gomarus, Frans Junius de Oudere en Lucas Trelcatius brachten in augustus 1598 een verklaring uit, waarin ze unitarische literatuur als godslasterlijk brandmerkten. Deze voorvallen leidden tot de oprichting van de Rakauer Akademie in 1602, om Poolse unitarische studenten in de toekomst niet aan het gevaar van mogelijke vervolging in het buitenland bloot te stellen. 
In 1604 gaf Ostorodt zijn belangrijkste geschrift uit: Onderricht van de hoofdpunten der Christelijke religie. Dit bevatte een overzicht van de theologie van de Socinianen, het werd een van de bekendste geschriften van het socinianisme. Een jaar later verscheen van de hand van onder andere Valentin Schmalz de Rakauer catechismus. In 1605 werd hij predikant van de unitarische gemeente in Buschkau bij Dantzig. Wat betreft zijn geloofspraktijk stond Ostorodt op een dopers standpunt, hierover raakte hij in conflict met Schmalz en andere toonaangevende vertegenwoordigers van de Poolse broeders. Op de synode van 1610 in Rakau, waar onder andere Schmalz, Johann Völkel, Hieronymus Moskorzowski en Adam Goslaw aanwezig waren, werd duidelijk dat de standpunten van Ostorodt geen verdere aanhang kregen. Zelf hield hij echter vast aan zijn unitarisch-doperse opvattingen. Een jaar na de synode overleed hij in Buschkau.